# Przemysław Stępień
Przemysław Stępień (ur. 7 lutego 1994 w Iławie) – polski siatkarz, grający na pozycji rozgrywającego.

## Sukcesy klubowe
Puchar Polski:
- 2015[5], 2019, 2023[6]

Mistrzostwo Polski:
- 2019
- 2015, 2023[7]

Superpuchar Polski:
- 2015, 2019, 2023[8]

Liga Mistrzów:
- 2023[9]